# Подводный велосипед

Использование подводного велосипеда пловцом

Подводный велосипед или аквапед — средство индивидуального передвижения под водой, оснащённое гребным винтом, приводимым в движение мускульной силой водолаза. Для эффективного использования подводный велосипед может закрепляться на теле человека с помощью поясных ремней. Создаваемое им усилие позволяет перемещаться со скоростью, примерно в полтора-два раза превосходящую скорость подводного плавания с использованием традиционных ласт.